# خالد نواف
خالد نواف (انگلیسی: Khaled Nawaf؛ زادهٔ ۲۷ مارس ۱۹۸۹) یک ورزشکار است.